# Brandon Noble
Brandon Patrick Noble (geboren am 10. April 1974 in San Rafael, Kalifornien) ist ein US-amerikanischer American-Football-Trainer und ehemaliger Spieler dieser Sportart.

## Leben

### Frühe Jahre
Noble besuchte die First Colonial High School, wo er als offensiver und defensiver Lineman spielte. Er spielte College-Football an der Penn State University. In der Abschlussklasse wurde er zum „Class AAA State Player of the Year“ ernannt.

### Profi-Karriere
Als Defensive Tackle spielte Noble in der National Football League für die San Francisco 49ers, die Dallas Cowboys und die Washington Redskins.

### Trainer-Karriere
Im Jahr 2006 wurde Noble als Linebacker-Coach an der West Chester University eingestellt. Nach einer einjährigen Pause kehrte er 2010 als Defensive Line Coach der Golden Rams zurück.
Am 17. Februar 2011 wurde Noble als Defensive Line Coach für die Omaha Nighthawks in der United Football League vorgestellt. Am 5. Januar 2012 wurde er als Assistenztrainer für die Coastal Carolina Chanticleers verpflichtet, als der Cheftrainer der Nighthawks, Joe Moglia, den Posten des Cheftrainers an der CCU übernahm.
Im Dezember 2012 wechselte Noble als Assistenztrainer in den Stab von Matt Rhule, ebenfalls Penn Stater, an der Temple University.
Temple Head Coach Matt Rhule gab am 2. Dezember 2013 bekannt, dass Noble den Trainerstab der Owls aus persönlichen Gründen verlasse.
Ab 2013 war Brandon Noble für die Downingtown East High School als Trainer aktiv, an der auch sein Sohn zuletzt spielte. Außerdem arbeitete Noble für das USFL-Team der Philadelphia Stars.
Im Winter 2023 gaben die Hamburg Sea Devils der European League of Football das Signing des US-Amerikaners als Defensive Coordinator bekannt. Zudem ist er als Assistant Head Coach tätig.
Nach der Saison 2024 wechselte Noble zu den neu gegründeten Nordic Storm, die ab 2025 ebenfalls in der ELF spielen werden.